# Prunus ussuriensis
Prunus ussuriensis là loài thực vật có hoa trong họ Hoa hồng. Loài này được Kovalev & Kostina miêu tả khoa học đầu tiên năm 1935.